# Johann Baptist von Anzer
Johann Baptist von Anzer, född 16 maj 1851 i Weinrieth i Oberpfalz, död 24 november 1903 i Rom, var en tysk katolsk missionsledare.
Anzer var sedan 1879 verksam som missionär i Kina för den katolska Steylermissionens räkning. Till 1882 förestod han missionsseminariet i Hongkong och kallades samma år att såsom generalvikarie i södra Shandong leda den katolska missionen där. Anzer grundlade som sådan en mängd kyrkor, skolor och välgörenhetsinrättningar.
1885 blev hans missionsområde självständigt apostoliskt vikariat, och 1886 utnämndes han till titulärbiskop. 1890 lyckades Anzer utverka Tysklands skydd för den katolska missionen, och tyskarnas besättning av Jiaozhou 1897 föranleddes i viss grad av Anzers åsikt att detta skulle gynna den kinesiska missionens bestånd och framtida utveckling. Anzers missionsverksamhet i Shandong och den tyska koloniseringen bidrog till att skärpa de sociala motsättningarna i regionen och anses ha bidragit till boxarupprorets utbrott 1900. Anzer dog 1903 under ett besök i Rom.